# Каргала (Зіанчуринський район)
Каргала́ (рос. Каргала, башк. Ҡарғалы) — присілок у складі Зіанчуринського району Башкортостану, Росія. Входить до складу Суренської сільської ради.
Населення — 186 осіб (2010; 217 в 2002).
Національний склад:
- татари — 59%
- башкири — 41%